# Gornji Vukšinac
Gornji Vukšinac is een plaats in de gemeente Dubrava in de Kroatische provincie Zagreb. De plaats telt 146 inwoners (2001).